# 卡特探員
《卡特探員》（英語：Marvel's Agent Carter）是於2015年在美国广播公司（ABC）播出的電視劇，由克里斯托弗·马库斯和斯蒂芬·麦克菲利创作，以同名漫威短片作為藍本，屬於漫威電影宇宙的系列作品。
该片以漫威漫画中的人物佩姬·卡特（海莉·阿特维尔饰）为主角。受到短片《卡特探員》的启发，该片于2013年9月开始制作，ABC並不经过试播直接上映，參加演員包括：海莉·阿特维尔、詹姆斯·达西、查德·麦可·莫瑞、恩维尔·乔卡亚、谢恩·惠格姆。
该片为填补《神盾局特工》前三季季中的空档，分別於2015年年初及2016年年初播映第一季及第二季。但在2016年5月12日，ABC宣布取消續拍此影集。

## 劇情簡介
第二次世界大戰期間，史蒂芬·羅傑斯和戰略科學儲備部（Strategic Scientific Reserve, S.S.R.）順利擊敗了九頭蛇。兩年後，二次大戰結束，而SSR吸納了德國的科學家，和其他精英人士組成了一個新組織神盾局。史蒂芬的女友佩吉·卡特和東尼·史塔克的父親霍華·史塔克成為了神盾局的創始人。本作主要講述佩姬·卡特在史蒂芬失蹤後，繼續以戰略科學儲備部特工的身分拯救世界。
第一季的背景设定于1946年，佩吉·卡特身为SSR的一名探员在纽约工作，而她却要暗中帮助霍华德·斯塔克洗清贩卖致命武器的不实罪名。斯塔克的管家艾德恩·賈維斯负责协助卡特找出陷害斯塔克的幕后黑手，同时及时处理被盗的武器。
第二季中，卡特离开了纽约，来到洛杉矶，应对二战后原子能时代所带来的威胁。在这里，卡特结交了新朋友，安了新家，还有了心上人。

## 集數
| 季數 | 季數 | 集數 | 播出日期      | 播出日期      |
| 季數 | 季數 | 集數 | 首播          | 季終          |
| ---- | ---- | ---- | ------------- | ------------- |
|      | 1    | 8    | 2015年1月6日  | 2015年2月24日 |
|      | 2    | 10   | 2016年1月19日 | 2016年3月1日  |

## 制片

### 发展
圣迭戈国际动漫展上《卡特探员短片》播出后，路易斯·德伊斯珀西托于2013年7月提出《卡特探员》的制作计划。至2013年9月，漫威电视已经着手开发以佩吉·卡特为主角的电视剧，同时寻找编剧。2014年1月，ABC娱乐公司总裁保罗·李确认了电视剧已经在开发过程中，并表示塔拉·巴特斯和米雪儿·法泽卡斯将是该剧的执行制作人。克里斯·丁格斯也是执行制作人的一员。2014年3月，《美国队长》的电影编剧克里斯托弗·马库斯和斯蒂芬·麦克菲利表示他们预计该剧将会是一部迷你剧，大约13集。截至2014年4月，有消息表明该剧将不经过试播直接上映，并会在《神盾局特工》2014年底和2015年初的空档期播出（前提是《神盾局特工》得到第二季的预订）。
2014年5月8日，ABC正式宣布购买该剧，第一季共8集将在2015年1月6日开始播出。该剧于2015年5月7日预订第二季。执行制作人包括塔拉·巴特斯、米雪儿·法泽卡斯、克里斯托弗·马库斯、斯蒂芬·麦克菲利、克里斯·丁格斯、凯文·法吉、路易斯·德伊斯珀西托、艾倫·凡恩、喬·昆薩達、斯坦·李、杰夫·洛布。

### 编剧
克里斯托弗·马库斯和斯蒂芬·麦克菲利于2014年3月宣布《卡特探员》的背景将从1946年开始，是《卡特探员短片》中时间线的中间，卡特将专注于一个任务。接下来的几季中年份将往后推移，卡特也有新任务。两人虽然同时在制作《美国队长2》，但也没有落下《卡特探员》。执行制作人还要忙于漫威以外的一些作品，包括《夺宝奇兵》、《洛城机密》，以及詹姆斯·埃尔罗伊的一些作品。米雪儿·法泽卡斯表示该剧可以不受漫画原著的束缚自由发挥，比如「我们需要用到一个小角色或者是老漫画中的某个反派时，不用紧贴1945年的漫画中的角色形象。因为每个角色都有太多方面，不可能面面俱到。」
关于第一季后的时间线和《美国队长2》中的角色，海莉·阿特维尔说：「我觉得我已经扮演过老年卡特的好处就是我们提前掌握了情况… 我们现在掌握了情况，我们就有了机会，如果这部剧能有第二、第三、第四、第五（季）的话，我们就能探索这个角色的方方面面，因为我们提前知道她活了很久、有一个充实的人生。我认为第一季中将会埋下一些种子，这些种子就是关于她的个人生活的——当然可能会有新的人进入她的生活，与第一季登场的人物建立关系。显然，第一季的时间是1946年，但第二、第三、第四、第五季里——如果有的话——我们能够探索不同的时间段。我们能探索40年代末、50年代初、60年代、70年代、80年代，直到今日，所以这才是令人兴奋之处。」塔拉·巴特斯补充说后面的几季应该会设定在同一时间段，地点可能会变更，比如好莱坞或者欧洲，但时间会一直是神盾局成立前的时间，以避免和《神盾局特工》产生冲突。

### 演员
女主角海莉·阿特维尔在《美国队长》、《美国队长2》、《卡特探员短片》中扮演过卡特，她于2013年10月表示有兴趣回归扮演同一角色，其后2014年1月保罗·李才宣布她的加盟。2014年8月，查德·麦可·莫瑞和恩维尔·乔卡亚分别确认扮演SSR探员杰克·汤姆森和丹尼尔·苏萨。2014年9月，詹姆斯·达西确认扮演埃德温·贾维斯，谢恩·惠格姆确认扮演SSR局长罗杰·杜利。
海莉·阿特维尔、詹姆斯·达西、查德·麦可·莫瑞和恩维尔·乔卡亚将在第二季中回归。

### 音乐
2014年6月，《卡特探员短片》编曲者克里斯托弗·莱纳茨表示可能会为该剧编曲，他说德伊斯珀西托「去年夏天在漫展上告诉我这部短片可能会成为一部电视剧。他还说如果他参与制作的话，想让我也加入。所以……我不能再多说了。总之，会有部电视剧，他是制作人，偶尔可能会导演。我期待加入。」2014年9月，克里斯托弗·莱纳茨正式决定为该剧编曲。

### 与漫威电影宇宙的关联
关于电视剧和电影的关联，米雪儿·法泽卡斯说：「因为佩吉（这个角色）是来自他们的电影，所以路易斯·德伊斯珀西托和凯文·法吉对这部剧也十分投入，他们积极合作，对他们的角色也很开放。」克里斯托弗·马库斯谈及该剧在漫威电影宇宙中的地位时说：「你真的只需要给那么一点点提示，它们就关联起来了。你都不用说什么『霍华德·斯塔克和托尼·斯塔克穿的是一样的裤子！』……一旦知道这一切都有关联，什么事都好办了。」
2014年7月，米雪儿·法泽卡斯谈论电视剧和短片的关联，他说道：「短片其实是电视剧的基础。卡特在SSR工作，战后时期……如果你把短片看作是电视剧的结局，那么电视剧接着的事就是她进入神盾局。」克里斯托弗·马库斯在2015年1月再次谈到这个话题，但他补充说：「我们都同意也都明白随着我们继续（制作电视剧），和短片保持剧情连续会越来越难」。
第一季中介绍了漫威电影宇宙中出现的黑寡婦 (娜塔莉亞·羅曼諾娃)和冬日战士计划的来历。

## 放送
| 季数 | 季数 | 集数 | 首播          | 首播          | DVD及蓝光碟发布日期 | DVD及蓝光碟发布日期 | DVD及蓝光碟发布日期 |
| 季数 | 季数 | 集数 | 首集          | 末集          | 1区                 | 2区                 | 4区                 |
| ---- | ---- | ---- | ------------- | ------------- | ------------------- | ------------------- | ------------------- |
|      | 1    | 8    | 2015年1月6日  | 2015年2月24日 | 待定                | 待定                | 待定                |
|      | 2    | 10   | 2016年1月19日 | 2016年3月1日  | 待定                | 待定                | 待定                |

### 播映
《卡特探员》在美国ABC电视台、加拿大CTV台、新西兰TV2台播映。2014年10月，英国播映《神盾局特工》的第四台表示「目前不会播出《卡特探员》」。2015年6月，福克斯英国频道购买了英国的播映权，计划于2015年7月12日播映。

## 迴响

### 总收视率
| 季数 | 季数 | 尼尔森收视率      | 尼尔森收视率      | 尼尔森收视率                 | 尼尔森收视率 | 评论反响        | 评论反响       |
| 季数 | 季数 | 首集收视 （百万） | 末集收视 （百万） | 季平均总收视，含DVR （百万） | 排名         | 烂番茄          | Metacritic     |
| ---- | ---- | ----------------- | ----------------- | ---------------------------- | ------------ | --------------- | -------------- |
|      | 1    | 6.91              | 4.02              | 7.14                         | 74           | 97%（34条评论） | 73（26条评论） |
|      | 2    | 3.18              | 2.35              | 4.37                         | 109          | 75%（12條評論） | 待定           |

### 评论
众评网站烂番茄对第一季给出97%的新鲜度，并根据34条评论得出7.9/10的平均得分。该网站表示：「先将佩吉·卡特当作一个普通人，其次才是动作片英雄，是《卡特探员》的成功之处，使其富有特色、扣人心弦而又暗藏趣味」。Metacritic网则使用加权平均数，根据27条评论给出73/100的评分，表示该片受到「普遍好评」。

### 荣誉
| 年份 | 奖项   | 类别                   | 参选          | 结果 | 参考来源 |
| ---- | ------ | ---------------------- | ------------- | ---- | -------- |
| 2015 | 土星奖 | 最佳超级英雄改编电视剧 | 《卡特探员》  | 提名 | [ 49 ]   |
| 2015 | 土星奖 | 电视剧最佳女主角       | 海莉·阿特维尔 | 提名 | [ 49 ]   |
| 2015 | 土星奖 | 电视剧最佳友情出演     | 多米尼克·库珀 | 提名 | [ 49 ]   |

## 播客
2015年3月，执行制作人巴特斯透露可能会和《惊悚历险时刻》的联合创作人本·布莱克一起制作一个围绕剧中《美国队长历险记》广播节目的播客，每集约为15分钟。此外，她还表示《卡特探员》第二季的续订加大了播客制作的可能。

## 外部連結
- ABC官方網站
- 漫威官方網站
- 互联网电影数据库（IMDb）上《卡特探員》的资料（英文）

## 節目變遷
| 香港無綫電視明珠台 星期二至五 00:00/00:05-00:55/01:00 · 1月1日 00:25-01:20 | 香港無綫電視明珠台 星期二至五 00:00/00:05-00:55/01:00 · 1月1日 00:25-01:20 | 香港無綫電視明珠台 星期二至五 00:00/00:05-00:55/01:00 · 1月1日 00:25-01:20 |
| -------------------------------------------------------------------------- | -------------------------------------------------------------------------- | -------------------------------------------------------------------------- |
|                                                                            | 特工Carter（第一季） （2015.12.29 - 2016.01.08）                                     |                                                                            |
| 「法」妻（第四季）（重播） （2015.11.26 - 2015.12.25）                             | 心計（第六季）（重播） （2016.01.09 - 2016.02.09）                             |                                                                            |